# 国务院西部地区开发领导小组
国务院西部地区开发领导小组，是中华人民共和国国务院成立的国务院议事协调机构，负责领导西部地区开发工作。

## 沿革
为落实以江泽民为核心的中共中央作出的实施西部大开发、加快中西部地区发展的战略决策，加强西部开发的组织领导，中华人民共和国国务院决定成立国务院西部地区开发领导小组。2000年1月16日，《国务院关于成立国务院西部地区开发领导小组的决定》（国发〔2000〕3号）发出，内称“为实施西部大开发战略，加快中西部地区发展，决定成立国务院西部地区开发领导小组。”
2000年7月26日，《国务院关于同意增加人事部等单位为国务院西部地区开发领导小组成员的批复》（国函〔2000〕93号）同意增加人事部部长宋德福、建设部部长俞正声、对外经济贸易合作部部长石广生、国家环保总局局长解振华为国务院西部地区开发领导小组成员，人事部和国家外专局作为一个单位参加领导小组。
2003年3月21日，《国务院关于议事协调机构和临时机构设置的通知》（国发〔2003〕10号）发出，规定“国务院西部地区开发领导小组，在国家发展和改革委员会单设办事机构。”
2008年3月21日，《国务院关于议事协调机构设置的通知》（国发〔2008〕13号）发出，规定“国务院西部地区开发领导小组，撤销其单设的办事机构，具体工作由国家发展和改革委员会承担。”
2023年，该小组并入新组建的中央区域协调发展领导小组。

## 职责
2000年1月16日《国务院关于成立国务院西部地区开发领导小组的决定》称，国务院西部地区开发领导小组的主要任务是：
1. 组织贯彻落实中共中央、国务院关于西部地区开发的方针、政策和指示；
2. 审议西部地区的开发战略、发展规划、重大问题和有关法规；
3. 研究审议西部地区开发的重大政策建议，协调西部地区经济开发和科教文化事业的全面发展，推进两个文明建设[2]。

## 组成人员
| 2000年1月16日《国务院关于成立国务院西部地区开发领导小组的决定》（国发〔2000〕3号）确定的组成人员是： 组长 - 朱镕基（国务院总理） 副组长 - 温家宝（国务院副总理） 成员 - 曾培炎（国家发展计划委员会主任） - 盛华仁（国家经济贸易委员会主任） - 陈至立（教育部部长） - 朱丽兰（科技部部长） - 刘积斌（国防科学技术工业委员会主任） - 李德洙（国家民族事务委员会主任） - 项怀诚（财政部部长） - 田凤山（国土资源部党组书记） - 傅志寰（铁道部部长） - 黄镇东（交通部部长） - 吴基传（信息产业部部长） - 汪恕诚（水利部部长） - 陈耀邦（农业部部长） - 孙家正（文化部部长） - 戴相龙（中国人民银行行长） - 刘云山（中央宣传部常务副部长） - 田聪明（国家广播电影电视总局局长） - 王志宝（国家林业局局长） - 万学远（国家外国专家局局长） 2000年7月26日《国务院关于同意增加人事部等单位为国务院西部地区开发领导小组成员的批复》（国函〔2000〕93号）增加的成员是： - 宋德福（人事部部长） - 俞正声（建设部部长） - 石广生（对外经济贸易合作部部长） - 解振华（国家环保总局局长） | 2003年5月18日《国务院办公厅关于调整国务院西部地区开发领导小组组成人员的通知》（国办发〔2003〕48号）调整后的组成人员是： 组长 - 温家宝（国务院总理） 副组长 - 曾培炎（国务院副总理） 成员 - 胡振民（中宣部副部长） - 马凯（发展改革委主任） - 周济（教育部部长） - 徐冠华（科技部部长） - 张云川（国防科工委主任） - 李德洙（国家民委主任） - 金人庆（财政部部长） - 张柏林（人事部部长） - 郑斯林（劳动保障部部长） - 田凤山（国土资源部部长） - 汪光焘（建设部部长） - 刘志军（铁道部部长） - 张春贤（交通部部长） - 王旭东（信息产业部部长） - 汪恕诚（水利部部长） - 杜青林（农业部部长） - 吕福源（商务部部长） - 孙家正（文化部部长） - 高强（卫生部常务副部长） - 张维庆（人口计生委主任） - 周小川（人民银行行长） - 谢旭人（税务总局局长） - 解振华（环保总局局长） - 徐光春（广电总局局长） - 周生贤（林业局局长） - 万学远（外专局局长） |

| 2005年5月10日《国务院办公厅关于调整国务院西部地区开发领导小组组成人员的通知》（国办发〔2005〕27号）调整后的组成人员是： 组长 - 温家宝（国务院总理） 副组长 - 曾培炎（国务院副总理） 成员 - 胡振民（中宣部副部长） - 马凯（发展改革委主任） - 周济（教育部部长） - 徐冠华（科技部部长） - 张云川（国防科工委主任） - 李德洙（国家民委主任） - 金人庆（财政部部长） - 张柏林（人事部部长） - 郑斯林（劳动保障部部长） - 孙文盛（国土资源部部长） - 汪光焘（建设部部长） - 刘志军（铁道部部长） - 张春贤（交通部部长） - 王旭东（信息产业部部长） - 汪恕诚（水利部部长） - 杜青林（农业部部长） - 孙家正（文化部部长） - 高强（卫生部部长） - 张维庆（人口计生委主任） - 周小川（人民银行行长） - 谢旭人（税务总局局长） - 解振华（环保总局局长） - 王太华（广电总局局长） - 周生贤（林业局局长） - 万学远（外专局局长） | 2008年6月5日《国务院办公厅关于调整国务院西部地区开发领导小组组成人员的通知》（国办发〔2008〕47号）调整后的组成人员是： 组长 - 温家宝（国务院总理） 副组长 - 李克强（国务院副总理） 成员 - 沈跃跃（中央组织部副部长） - 翟卫华（中央宣传部副部长） - 张平（发展改革委主任） - 周济（教育部部长） - 万钢（科技部部长） - 李毅中（工业和信息化部部长） - 杨晶（国家民委主任） - 刘德（公安部副部长） - 李学举（民政部部长） - 谢旭人（财政部部长） - 尹蔚民（人力资源社会保障部部长） - 徐绍史（国土资源部部长） - 周生贤（环境保护部部长） - 姜伟新（住房城乡建设部部长） - 李盛霖（交通运输部部长） - 刘志军（铁道部部长） - 陈雷（水利部部长） - 孙政才（农业部部长） - 陈德铭（商务部部长） - 蔡武（文化部部长） - 陈竺（卫生部部长） - 李斌（人口计生委主任） - 周小川（人民银行行长） - 盛光祖（海关总署署长） - 肖捷（税务总局局长） - 王太华（广电总局局长） - 贾治邦（林业局局长） - 邵琪伟（旅游局局长） - 刘明康（银监会主席） - 张国宝（发展改革委副主任兼能源局局长） - 季允石（人力资源社会保障部副部长兼外专局局长） - 范小建（扶贫办主任） - 陈元（开发银行行长） |

| 2013年7月1日《国务院办公厅关于调整国务院西部地区开发领导小组组成人员的通知》（国办发〔2013〕69号）调整后的组成人员是： 组长 - 李克强（国务院总理） 副组长 - 张高丽（国务院副总理） 成员 - 陈希（中央组织部副部长） - 雒树刚（中央宣传部副部长） - 王毅（外交部部长） - 徐绍史（发展改革委主任） - 袁贵仁（教育部部长） - 万钢（科技部部长） - 苗圩（工业和信息化部部长） - 王正伟（国家民委主任） - 杨焕宁（公安部副部长） - 李立国（民政部部长） - 楼继伟（财政部部长） - 尹蔚民（人力资源社会保障部部长） - 姜大明（国土资源部部长） - 周生贤（环境保护部部长） - 姜伟新（住房城乡建设部部长） - 杨传堂（交通运输部部长） - 陈雷（水利部部长） - 韩长赋（农业部部长） - 高虎城（商务部部长） - 蔡武（文化部部长） - 李斌（卫生计生委主任） - 刘士余（人民银行副行长） - 于广洲（海关总署署长） - 王军（税务总局局长） - 蔡赴朝（新闻出版广电总局局长） - 马建堂（统计局局长） - 赵树丛（林业局局长） - 邵琪伟（旅游局局长） - 尚福林（银监会主席） - 吴新雄（发展改革委副主任兼能源局局长） - 张建国（人力资源社会保障部副部长兼外专局局长） - 陆东福（交通运输部副部长兼铁路局局长） - 李家祥（交通运输部副部长兼民航局局长） - 范小建（扶贫办主任） - 胡怀邦（开发银行董事长） | 2018年7月21日《国务院办公厅关于调整国务院西部地区开发领导小组组成人员的通知》（国办发〔2018〕68号）调整后的组成人员是： 组长 - 李克强（国务院总理） 副组长 - 韩正（国务院副总理） 成员 - 何立峰（发展改革委主任） - 姜信治（中央组织部副部长） - 蒋建国（中央宣传部副部长） - 乐玉成（外交部副部长） - 陈宝生（教育部部长） - 王志刚（科技部部长） - 苗圩（工业和信息化部部长） - 石玉钢（国家民委副主任） - 王小洪（公安部副部长） - 黄树贤（民政部部长） - 刘昆（财政部部长） - 张纪南（人力资源社会保障部部长） - 陆昊（自然资源部部长） - 李干杰（生态环境部部长） - 王蒙徽（住房城乡建设部部长） - 李小鹏（交通运输部部长） - 鄂竟平（水利部部长） - 韩长赋（农业农村部部长） - 钟山（商务部部长） - 雒树刚（文化和旅游部部长） - 马晓伟（卫生健康委主任） - 易纲（人民银行行长） - 倪岳峰（海关总署署长） - 王军（税务总局局长） - 聂辰席（广电总局局长） - 宁吉喆（发展改革委副主任、统计局局长） - 郭树清（银保监会主席） - 努尔·白克力（发展改革委副主任、能源局局长） - 张建龙（林草局局长） - 杨宇栋（交通运输部副部长、铁路局局长） - 冯正霖（交通运输部副部长、民航局局长） - 刘永富（扶贫办主任） - 胡怀邦（开发银行董事长） - 林念修（发展改革委副主任） |

## 办事机构
国务院西部地区开发领导小组办公室（简称西部开发办）设在中华人民共和国国家发展和改革委员会，由国家发展和改革委员会地区经济司承担具体职责。

### 沿革
2000年1月16日《国务院关于成立国务院西部地区开发领导小组的决定》称，“国务院西部地区开发领导小组下设办公室，在国家发展计划委员会单设机构，具体承担国务院西部地区开发领导小组的日常工作。”同时规定国务院西部地区开发领导小组办公室主要职责是：
1. 研究提出西部地区开发战略、发展规划、重大问题和有关政策、法规的建议，推进西部地区经济持续快速健康发展；
2. 研究提出西部地区农村经济发展、重点基础设施建设、生态环境保护和建设、结构调整、资源开发以及重大项目布局的建议，组织和协调退耕还林(草)规划的实施和落实；
3. 研究提出西部地区深化改革、扩大开放和引进国内外资金、技术、人才的政策建议，协调经济开发和科教文化事业的全面发展；
4. 承办领导小组交办的其他事项[2]。

2003年5月18日《国务院办公厅关于调整国务院西部地区开发领导小组组成人员的通知》规定，“国务院西部地区开发领导小组下设办公室，在发展改革委单设机构。”
2008年3月21日《国务院关于议事协调机构设置的通知》撤销了在国家发展和改革委员会单设的国务院西部地区开发领导小组办公室，国务院西部地区开发领导小组的具体工作由国家发展和改革委员会承担。国家发展和改革委员会下设西部开发司，具体承担国务院西部地区开发领导小组的日常工作
2018年机构改革后，撤销国家发展和改革委员会西部开发司，将西部开发司的职责并入地区经济司，国家发改委地区经济司具体承担国务院西部地区开发领导小组的日常工作。

### 机构设置
建制撤销前，国家发展和改革委西部开发司设置下列机构：
- 综合处
- 农林生态处
- 经济发展处
- 社会发展处

### 历任领导
国务院西部地区开发领导小组办公室历任主任、副主任是：

| 主任 - 曾培炎（2000年1月16日－2003年，兼任） - 马凯（2003年5月18日－2008年，兼任） | 副主任 - 王春正（2000年1月16日－2005年7月21日，国家计委副主任） - 段应碧（2000年1月16日－2005年7月21日，中财办副主任） - 李子彬（2003年5月18日－2005年7月21日，国家计委副主任，负责日常工作） - 王志宝（2003年5月18日－2005年7月21日，国家林业局局长） - 王金祥（2005年1月14日－2008年，2005年7月起为国家发展和改革委员会副主任兼任） - 曹玉书（2005年8月16日－2008年） |